# Fenton’s Special
Fenton’s Special ist eine Sorte des Gemeinen Rhabarber, vermutlich identisch mit der Sorte Reeds Early Superb.
Fenton’s Special ist eine frühe bis mittelspäte Rhabarbersorte, die sich für die Treiberei, wie sie in West Yorkshire für Yorkshire Forced Rhubarb angewendet wird, eignet. Außerhalb des „Rhubarb Triangle“ in Yorkshire ist die Sorte wenig bekannt.
Fenton’s Special soll in den 1930er Jahren von der Familie Fenton südlich von Leeds erstmals angebaut worden sein. Ob es sich um einen Zufallssämling oder eine gezielte Züchtung handelte, ist unbekannt. Seit 1952 wird diese Rhabarbersorte kommerziell angebaut. Im Jahr 1954 wurde die Sorte in einem Versuchsanbau der Royal Horticultural Society als sehr empfehlenswert (Highly Commended) ausgezeichnet.
Fenton’s Special hat rubinrote Blattstiele mit grünem Einschlag am oberen Ende und weiß-grünem Fleisch. Die dunkelgrünen Blätter haben eine herzförmig-spitze Form.